# Bisoprolol
Bisoprolól je učinkovina, ki deluje kot kardioselektivni blokator β1-adrenergičnih receptorjev in se uporablja za zdravljenje povišanega krvnega tlaka, angine pektoris in srčne odpovedi. Uporablja se peroralno (z zaužitjem).
Med pogoste neželene učinke bisoprolola spadajo glavobol, utrujenost, driska, oteklina|otekanje spodnjih okončin. Huda neželena učinka, ki se lahko pojavita ob uporabi zdravila, sta na primer astme in poslabšanje srčnega popuščanja. Pri uporabi med nosečnostjo obstaja tveganje za škodljiv vpliv na plod. Bisoprolol spada v skupino β-blokatorjev, pri čemer deluje selektivno na podtip β1-adrenergičnih receptorjev.
Bisoprolol so patentirali leta 1976, leta 1986 pa so odobrili njegovo uporabo v medicinske namene. Uvrščen je na seznam osnovnih zdravil Svetovne zdravstvene organizacije, torej med najpomembnejša učinkovita in varna zdravila, potrebna za normalno zagotavljanje zdravstvene oskrbe. Na tržišču so tudi generična zdravila, ki vsebujejo bisoprolol.